# Cicutoxin
Cicutoxin ist ein Toxin des Wasserschierlings (Cicuta virosa). Es handelt sich beim Cicutoxin um eine organische Verbindung aus der Verbindungsklasse der Diine bzw. Polyene und Eninen, ein Alkindiol. Von der optisch aktiven Verbindung existieren zwei Stereoisomere; in der Natur kommt das (all-E)-(–)-Isomer vor.

## Vorkommen

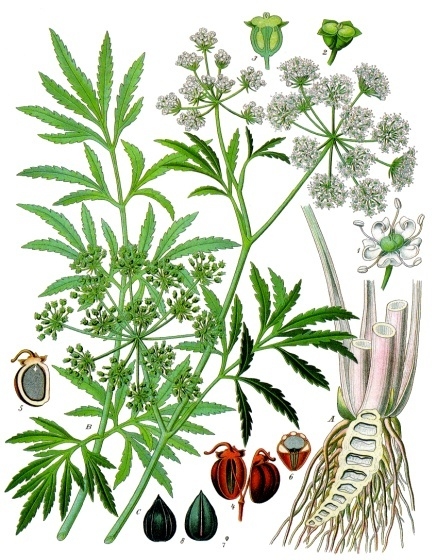
Wasserschierling (Cicuta virosa)

Cicutoxin ist die giftigste und wichtigste Komponente der Polyine des Wasserschierlings (Cicuta virosa). Es ist in allen Pflanzenteilen enthalten. Den höchsten Gehalt weisen die Rhizome mit bis zu 0,2 % auf. Verwandte Begleitstoffe des Cicutoxins im Wasserschierling sind das Isocicutoxin, ein Z-Isomeres des Cicutoxins, mit ca. 25 %, und Virol A bzw. B mit zu je ca. 3 % Anteil am Gesamtpolyingehalt.

## Gewinnung und Darstellung
Cicutoxin lässt sich durch Extraktion und säulenchromatographische Reinigung aus den Rhizomen des Wasserschierlings gewinnen.

## Eigenschaften
Cicutoxin ist ein farbloser Feststoff. Infolge seines stark ungesättigten Charakters ist es sehr empfindlich und zersetzt sich insbesondere oberhalb 35 °C rasch. Sein spezifischer Drehwert beträgt {\displaystyle {\lbrack \alpha \rbrack }_{D}^{26}=-14,9^{\circ }\ (c=1,12;\mathrm {Methanol} )}.

## Biologische Bedeutung
Cicutoxin wirkt als GABA-Antagonist. Es bindet an GABA-abhängige Chloridkanäle (GABAA-Rezeptoren), worauf seine Giftwirkung beruht.

## Sicherheitshinweise
Cicutoxin macht den Wasserschierling zu einer der gefährlichsten einheimischen Giftpflanze. Schon eine geringe Menge aufgenommenen Pflanzenmaterials führt zu einer tödlich endenden Vergiftung. Die erste Symptome einer Vergiftung treten sehr rasch, bereits 15–30 min nach der Einnahme, auf. Die Mortalitätsrate ist entsprechend groß (ca. 30 %). Die LD50 (Maus, intraperitoneal) beträgt für Cicutoxin 2,8 mg/kg (Isocicutoxin: 38,5 mg/kg). Als Vergiftungssymptome treten anfänglich Schwindel, Übelkeit, Leibschmerzen und Erbrechen auf. Die Pupillen sind erweitert (Mydriasis). Als Zeichen einer zentralnervösen Erregung kommt es zu Krämpfen bis hin zur Konvulsion, in deren Folge der Tod durch Atemlähmung eintreten kann. Es gibt kein spezifisches Antidot bei einer Cicutoxinvergiftung; die Behandlung erfolgt symptomatisch.